# 小斜方十二面体
小斜方十二面体（しょうしゃほうじゅうにめんたい、Small rhombidodecahedron）とは、一様多面体の一種である。正十角形を斜方二十・十二面体のように組み、出来た正方形の穴に蓋をしたような形状をしている。

## 性質
- 構成面: 正方形30枚、正十角形12枚、計42枚
- 辺: 48
- 頂点: 24
- 頂点形状: 4, 10, 4/3, 10/9
- ワイソフ記号: 2 5 (3/2 5/2) |
- 枠: 斜方二十・十二面体
- 双対: Small rhombidodecacron

## 同じ枠を持つ立体
- 斜方二十・十二面体
- 小十二・二十・十二面体
- 小斜方十二面体
- 小星型切頂十二面体
- 6個のアルキメデスの星型五角柱による複合多面体
- 12個のアルキメデスの星型五角柱による複合多面体